# Rödmossa
Rödmossa är en by i Enåkers socken, Heby kommun.
Rödmossa omtalas i dokument första gången 1363 ("i Røthemossa"), då Kristin i Vigelsbo, Möklinte socken byter till sig 15 penningland i Rödmossa av Kettilund i Kil, Möklinta socken, mot lika mycket jord i Kil. 1370 överlåter kung Albrekt 4 öresland förbrutet gods i Rödmossa till Sten Stensson (Bielke). 1528 ingår Oluf Månsson i Rödmossa i nämnden vid ting med Simtuna härad. Under 1500-talet upptas Rödmossa som ett helt mantal skatte om 9 öresland 8 penningland. 1550 anges man även ha en fjärdedel i en gruva.